# Куярське сільське поселення
Куя́рське сільське поселення (рос. Куярское сельское поселение) — муніципальне утворення у складі Медведевського району Марій Ел, Росія. Адміністративний центр — селище Куяр.

## Історія
Станом на 2002 рік Куярська сільська рада перебувала у складі Йошкар-Олинської міської ради.

## Населення
Населення — 4053 особи (2019, 4326 у 2010, 4739 у 2002).

## Склад
До складу поселення входять такі населені пункти:
| Населений пункт | Населення, осіб (2002) | Населення, осіб (2010) |
| --------------- | ---------------------- | ---------------------- |
| Корта, присілок | 354                    | 375                    |
| Куяр, селище    | 2831                   | 1178                   |
| Лісний, селище  | 184                    | 1411                   |
| Пемба, селище   | 1238                   | 1232                   |
| Піщаний, селище | 132                    | 130                    |